# チオペンタール
チオペンタール (Thiopental) は、バルビツール酸系の麻酔薬の一つ。静脈注射により、鎮静・催眠効果を示す。商品名はラボナール (Ravonal)。一般名として、チオペントンとも呼ばれてきた。
日本では全身麻酔の導入などに広く用いられている。同種の薬効のあるプロポフォールに比べて血管痛が少ない、もしくはほとんどない。アメリカでは死刑執行時に意識を無くす薬物として知られるが、アメリカでは2009年に製造停止に至り、入手困難となっている。

## 作用機序
GABAA受容体に結合してGABAの作用を増強させ、細胞に過分極を生じさせる。脳幹の網様体賦活系を抑制することにより、麻酔作用をあらわすと考えられている。脂溶性が高いため、容易に血液脳関門を通過し、短時間で作用を発揮する。反復投与によって脂肪組織に蓄積し、長時間の麻酔作用を発現することがある。
自白剤としての作用を持つとしてオウム真理教が実際に使用したが、そのような作用は無く、単に大脳新皮質に作用する麻酔・鎮静作用のある薬である。

## 適応
バルビツール酸系の類縁薬剤のチアミラールと臨床的には、区別のつかない外観、適応、力価、作用時間を有するが、「麻酔インタビュー」の適応は本剤にはあって、チアミラールにはない。
- 全身麻酔
- 全身麻酔の導入
- 局所麻酔薬・吸入麻酔薬との併用
- 精神科における電撃療法の際の麻酔
- 局所麻酔剤中毒・破傷風
- 精神神経科における診断（麻酔インタビュー）

## 副作用
筋肉内注射に関しては、本剤はアルカリ性（pH10 - 11）であり筋注部位の壊死並びに局所障害を起こすことがあるので、患者の受ける恩恵が、その危険性よりも重要視される場合にのみ適用されるべきである。

## 禁忌
チオペンタールはヒスタミンの遊離作用があり、ぜん息患者に使用すると気管支痙攣の恐れがあるので、ぜん息患者には使用を回避することが望ましい。重症気管支喘息患者には禁忌である。

## 製造中止騒動
1997年夏、田辺製薬（現：田辺三菱製薬）は、薬価下落による不採算を理由に、ラボナールの製造中止を発表した。麻酔科医たちは撤回運動を起こし、日本麻酔科学会は厚生省へ製造中止撤回を求める要望書を提出。その結果、田辺製薬は製造中止を撤回し、薬価は1998年（平成10年）の改正で、352円（500mg製剤）から1,200円に引き上げられた（2010年2月の薬価は1,157円。2020年2月の薬価は、ニプロESファーマ製造販売 0.3g 841円、0.5g 1,002円）。

## アメリカでの死刑執行
アメリカでは薬物による死刑執行時に意識を無くす薬物として知られる。ホスピラ社は、アメリカで2009年にチオペンタールの製造を停止しており、2010年、チオペンタールを含めた麻酔薬全般が入手困難のため、死刑執行時の薬剤として確保することすら困難となり、代わりにペントバルビタールが用いられ、物議を醸した。